# نشریه مینارت
نشریهٔ مینارت نشریه‌ای است به زبان ارمنی که از سال ۱۹۱۹ تا سال ۱۹۲۱ و در تبریز منتشر می‌شد.